# Jeff, lo sceicco ribelle
Jeff, lo sceicco ribelle (Flame of Araby) è un film del 1951 diretto da Charles Lamont.